# Grupa mokotowska
Grupa mokotowska, gang mokotowski – polska zorganizowana grupa przestępcza, wywodząca się z gangu pruszkowskiego. Grupa była aktywna w latach 1994–2014, po 2000 roku usamodzielniła się. Działała ona na terenie Warszawy i okolic. Gangsterzy zajmowali się handlem narkotykami, wymuszaniem haraczy, porwaniami dla okupu i morderstwami. Nazwa gangu pochodzi od warszawskiej dzielnicy Mokotów.

## Początki działalności
Grupa mokotowska powstała w 1994 roku. Początkowo było luźno związana i podlegała gangowi pruszkowskiemu, jednak po kilku latach przekształciła się w  niezależną zorganizowaną grupę przestępczą. Od początku liderem grupy mokotowskiej był Andrzej H. ps. „Korek”. Zaczynał on od prania pieniędzy dla gangu pruszkowskiego i drobnych kradzieży. Relacje pomiędzy gangiem mokotowskim a pruszkowskim popsuły się w 1999 roku, gdy Andrzej Kolikowski ps. „Pershing” zaczął planować przejęcie rynku automatów do gier, w którym spore udziały miała grupa mokotowska.
Grupa była bardzo hermetyczna. Aby zostać jej członkiem, kandydat musiał mieć poparcie innego członka gangu, a następnie popełnić wspólnie określone przestępstwa. Po teście nowa osoba wchodziła w skład jednej z podgrup, zajmującej się konkretną działalnością. Po rozbiciu gangu pruszkowskiego w 2000 roku grupa mokotowska usamodzielniła się. Do grupy dołączyło kilku członków gangu pruszkowskiego, którzy pozostali na wolności. Grupa mokotowska na różnych szczeblach współpracowała ze skorumpowanymi policjantami. Według niepotwierdzonych informacji „Korek” mógł współpracować z Urzędem Ochrony Państwa.

### Wojny gangów

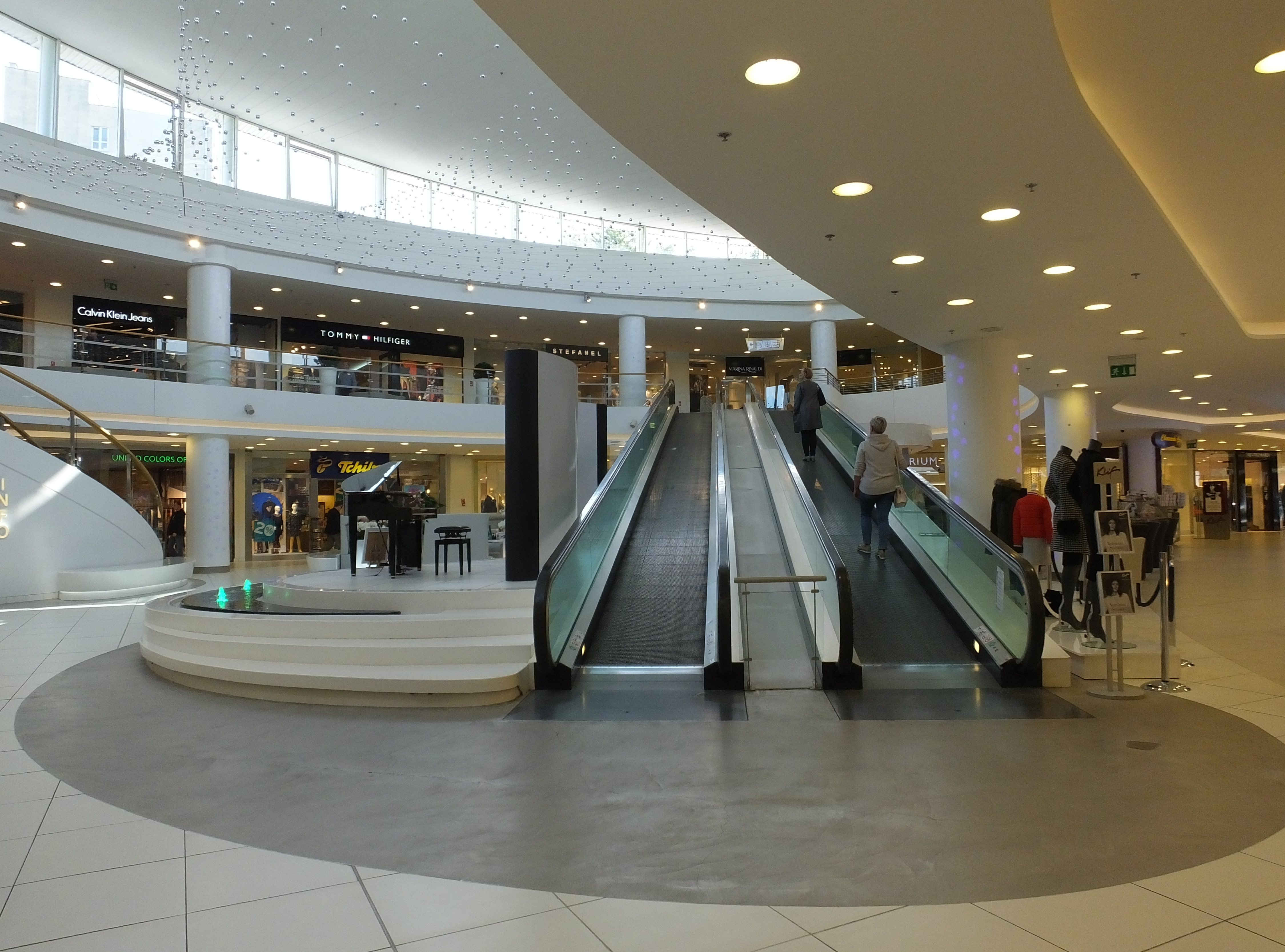
C.H. Klif w Warszawie, miejsce strzelaniny do członków grupy mokotowskiej w 2002 roku

23 października 2002 roku w okolicach Konstancina zamordowano „Maksa” i „Postka”, członków gangu piaseczyńskiego. Ich śmierć miała być rzekomo zemstą za zamordowanie Heliosa B. Obaj zostali siłą wrzuceni do samochodów w okolicach Karczmy Słupskiej (ob. restauracja Sowa i Przyjaciele) i wywiezieni w okolice Konstancina. Tam w odludnym miejscu byli torturowani i zamordowani. Ciała zakopano we wspólnej mogile. Ciała zabitych odnaleziono w lipcu 2014 roku. W porwaniu gangsterów z grupy piaseczyńskiej brał udział Rafał B. ps. „Bukaciak”, szef gangu z Konstancina. Podczas śledztwa policja oskarżyła Wojciecha S. ps. „Wojtas” vel „Kierownik”, Roberta M. ps. „Termit” i Rafała B. ps. „Bukaciak” o morderstwo.
31 maja 2002 roku w warszawskim centrum handlowym „Klif” doszło do strzelaniny. Celem mordercy był Tomasz S. ps. „Komandos”, związany z odłamem grupy żoliborskiej. Zdołał on uciec, jednak dwa miesiące później został postrzelony podczas sprzątania samochodu. W strzelaninie w „Klifie” zginęli Krzysztof B. i Artur M. ps. „Budyń”. Ranny został Artur N. ps. „Gruby” vel „Jogi”. W odwecie gang mokotowski miał zamordować Szymona K., jednego z szefów grupy żoliborskiej i zleceniodawców zabójstwa „Komandosa”. W wyniku zatrzymania przez policję Szymon K. uniknął zamachu na swoje życie.
Tomasz S. ps. „Komandos” opracował metodę pozbywania się zwłok, stosowaną przez gang mokotowski. Ofiarę zawijano w siatkę ogrodzeniową, przytwierdzano do niej drutem dwie płyty chodnikowe i topiono w Wiśle, na odcinku między Nowym Dworem Mazowieckim a twierdzą Modlin.

## Działalność grupy mokotowskiej

### Handel narkotykami
Handel narkotykami był jednym z najbardziej dochodowych biznesów grupy mokotowskiej. W tym przedsięwzięciu gang współpracował z Markiem M. ps. „Żyd”, uczestniczącym w tzw. „aferze Art-B”. Marek M. skontaktował grupę mokotowską z kolumbijskimi kartelami. Obok sprowadzania narkotyków z Ameryki Południowej, grupa mokotowska produkowała amfetaminę we własnych laboratoriach. Wyprodukowana amfetamina zawierała w sobie domieszkę kreatyny. Andrzej H. ps. „Korek” stworzył szlak przerzutowy kokainy z Ameryki Południowej do Polski. Ponadto grupa mokotowska współpracowała z gangiem ożarowskim, mającym duże udziały w handlu narkotykami w Polsce.

### Grupa Krzysztofa M. ps. „Bajbus”
Ściganiem długów oraz napadami na tiry i hurtownie zajmował się odłam grupy mokotowskiej prowadzony przez Krzysztofa M. ps. „Bajbus”. Z grupą „Bajbusa” współpracowała policja. Według relacji „Bajbusa”, do jego grupy przynależało nawet 50 osób oraz sześciu policjantów. Grupa ta rywalizowała z odłamem kierowanym przez Zbigniewa C. ps. „Dax”. „Bajbus” został zatrzymany w 2007 roku. Po zatrzymaniu zaczął współpracować z prokuratorem.
10 stycznia 2008 roku w Kobyłce została zastrzelona Anna M., żona „Bajbusa”. Według zeznań członka grupy mokotowskiej Mariusza S. ps. „Marcel”, gang planował zamordowanie kogoś z rodziny „Bajbusa”. Nie ustalono, kto zastrzelił Annę M. Śledztwo umorzono w 2009 roku. Zabójstwo było zemstą członków grupy mokotowskiej, wymierzoną przeciwko „Bajbusowi”, którego zeznania przyczyniły się do zatrzymania ważniejszych członków grupy mokotowskiej. Zastrzelenie Anny M. wywołało sensację, gdyż po raz pierwszy w historii polskiej przestępczości zorganizowanej zabito członka rodziny gangsterów.

### Gang obcinaczy palców
Jednym z odłamów grupy mokotowskiej był gang obcinaczy palców, zwany również gangiem Ojca. Odłamem tym kierowali Wojciech S. ps. „Wojtas” vel „Kierownik” i Grzegorz K. ps. „Ojciec” vel „Sołtys”. „Ojciec” był podejrzewany o udział w napadzie na jednostkę wojskową na Bemowie w 1995 roku, skąd skradziono broń.
W latach 2002–2005 gang obcinaczy palców porwał co najmniej 21 osób i wyłudził okupy w wysokości 7 mln zł. Spośród 21 porwanych troje nigdy nie odnaleziono, za dwoje z ofiar gangsterzy domagali się okupów. Prawdopodobnie porwań mogło być dwa lub trzy razy więcej. Podczas porywań gangsterzy stosowali zazwyczaj metodę „na policjanta”. Przebrani za policjantów zatrzymywali ofiarę, a następnie wywozili ją do swojej kryjówki. Według relacji ofiar, byli oni wywożeni z workiem na głowie w całkowitym milczeniu. Na miejscu byli przykuwani. Gangsterzy brutalnie znęcali się nad zakładnikami. Według relacji ofiar, porywacze obok obcinania palców owijali im głowy workiem i drutem kolczastym, smarowali powieki kwasem solnym, wypalali na ciele wulgarne napisy. Porywacze kontaktowali się rodziną raz na kilka tygodni z telefonów komórkowych. Wysokość okupów zazwyczaj nie podlegała negocjacjom.
26 grudnia 2002 roku gangsterzy zastrzelili dilerkę narkotykową Annę S. ps. „Andzia” i jej partnera. W domu, w którym zginęli, przebywała siedmioletnia Karina Surmacz. Niedostrzeżonej przez zabójców, Surmacz udało się zatelefonować do znajomego rodziców, Rafała Mikołajczyka ps. „Święty”. Mężczyzna przyjechał po dziecko. Krótko po wyjściu z domu oboje zaginęli w niewyjaśnionych okolicznościach. Prawdopodobnie również zostali zabici, a ich ciała zakopano w lesie.
W Piasecznie został porwany 26-letni Mariusz, syn biznesmena. Gangsterzy obcięli chłopakowi palec, ponieważ rodzina zdecydowała się na pomoc policji i detektywa Krzysztofa Rutkowskiego w negocjacjach. 26-letni Mariusz został zamordowany, jego ciało odnaleziono w pobliżu Góry Kalwarii.
20 kwietnia 2004 roku gangsterzy porwali Hindusa (według innego źródła Tybetańczyka) Harisha Hitange, pracującego od kilku lat w firmie tekstylnej w Raszynie. Został on porwany przez pomyłkę. Celem porywaczy był brat szefa firmy tekstylnej, w której pracował Hitange. Bandyci domagali się 2 mln euro okupu. Żona Hitange za pośrednictwem polskiej telewizji prosiła porywaczy, aby dali jej trzy tygodnie na zebranie kwoty. Po wystąpieniu żony Hitange w telewizji, rodzina porwanego otrzymała jeden palec mężczyzny, następnie policyjny negocjator odebrał dwa kolejne. Społeczność Hindusów w Polsce zebrała 800 tys. dolarów okupu. Porywaczy nie zadowoliła zgromadzona kwota i odmówili przyjęcia okupu, po czym zerwali kontakt z rodziną Hitange. Los porwanego pozostaje nieznany. Prawdopodobnie nie żyje. Według jednej z hipotez porwany wykrwawił się, gdyż chorował na hemofilię, według innej został zamordowany, a jego zwłoki spalono w piecu.
30 maja 2005 roku gangsterzy porwali Ewelinę Bałdygę, córkę Józefa Bałdygi, właściciela firmy z branży mięsnej JBB. Została ona wciągnięta do białego Forda Transita na ul. Domaniewskiej w Warszawie. Porywacze domagali się 500 tys. euro, a następnie milion euro za uwolnienie dziewczyny. Nie została odnaleziona do dzisiaj. Podczas poszukiwań postawiono hipotezę, że mogła być przetrzymywana w tej samej studni, co porwany w 2001 roku i zamordowany dwa lata później Krzysztof Olewnik. Mężczyźni skazani za morderstwo Olewnika nie należeli jednak do gangu obcinaczy palców. Według innej hipotezy Bałdyga została zamordowana, a jej zwłoki skremowano w specjalnie zakupionym do tego celu piecu.

## Zatrzymania
14 lipca 2004 roku Andrzej H. ps. „Korek” został zatrzymany. Wpadł on podczas transportu 396 kg kokainy (według innego źródła 325 kg) o wartości 80 mln zł do portu w Gdyni. Za handel narkotykami został skazany na 10 lat pozbawienia wolności. Przez pewien czas kierował grupą z więzienia. W 2017 roku miał wyjść z więzienia, jednak usłyszał kolejny wyrok. Na wolność wyszedł w 2019 roku.
Po zatrzymaniu „Korka” władzę nad grupą mokotowską próbował przejąć Zbigniew C. ps. „Dax”. Ostatnim liderem grupy mokotowskiej był Wojciech S. ps. „Wojtas”.
Zbigniew C. ps. „Dax” został zatrzymany w lutym 2007 roku. W 2009 roku skazano go na 15 lat pozbawienia wolności za kierowanie zorganizowaną grupą przestępczą o charakterze zbrojnym i podżeganie do zabójstwa. W 2010 roku warszawski Sąd Okręgowy skazał go dodatkowo za handel bronią i amunicją na trzy lata pozbawienia wolności. W połowie 2019 roku został on zwolniony z więzienia ze względu na zły stan zdrowia. Zbigniew C. ps. „Dax” zmarł 12 grudnia 2019 roku. Przyczyną śmierci był chłoniak.
Pod koniec 2005 roku Centralne Biuro Śledcze Policji (CBŚ) zatrzymało 17 członków grupy mokotowskiej. W 2007 roku CBŚ zatrzymało kolejnych kilkunastu członków grupy. Wśród zatrzymanych znalazł się Krzysztof M. ps. „Bajbus”. Zdaniem policji, na przełomie 2007 i 2008 roku Wojciech S. ps. „Wojtas” miał przewodzić grupie, która miała przeprowadzić zamachy na prokuratorów i policjantów rozpracowujących grupę mokotowską.
W lipcu 2008 roku CBŚ zatrzymało Wojciecha S. ps. „Wojtas” vel „Kierownik”. 27 maja 2014 roku policja zatrzymała czternaście osób z grupy mokotowskiej, podejrzanych o przemyt, napady z bronią i handel narkotykami. Po przesłuchaniach prokuratorzy skierowali do sądu wniosek o aresztowanie jedenastu z nich. Wśród zatrzymanych byli m.in.: Sebastian L. ps. „Lepa”, Artur N. ps. „Arczi” (obaj podejrzewani o kierowanie wówczas grupą) i Artur N. ps. „Gruby” vel „Yogi”. Akcja ta przyczyniła się do praktycznego rozbicia grupy mokotowskiej.
W lutym 2017 roku Wojciech S. ps. „Wojtas”, Artur N. ps. „Arczi” i Marcin S. ps. „Mołek” zostali skazani na kary od sześciu od ośmiu lat więzienia za porwania przeprowadzone w latach 2004–2005. W maju 2017 roku zapadły wyroki w sprawie uprowadzenia i morderstwa „Maksa” i „Postka”, członków grupy piaseczyńskiej. Wojciech S. ps. „Wojtas” vel „Kierownik” został skazany na karę dożywotniego pozbawienia wolności za udział w morderstwie oraz podżeganie do zastrzelenia lidera gangu żoliborskiego. Robert M. ps. „Termit” również został skazany na dożywocie. Za uprowadzenie członków grupy piaseczyńskiej Tomasz R. ps. „Garbaty” został skazany na dziewięć lat i sześć miesięcy pozbawienia wolności, a Sławomir B. ps. „Biały” na jedenaście lat pozbawienia wolności.
W marcu 2022 roku Sąd Apelacyjny w Warszawie prawomocnie skazał 48-letniego „Wojtasa” na dożywocie za brutalne zabójstwo dwóch członków grupy piaseczyńskiej. Będzie mógł ubiegać się o przedterminowe zwolnienie z więzienia po 40 latach. W maju 2022 roku Wojciech S. ps. „Wojtas”, usłyszał kolejny wyrok dotyczący mafijnych porachunków – Został skazany na 15 lat za podżeganie do zlikwidowania dwóch członków gangu mokotowskiego i usiłowanie zabójstwa jednego z nich.
Część procesów grupy mokotowskiej wciąż się toczy.

## Kontrowersje
Grupa mokotowska była określana mianem komanda śmierci. Według niektórych źródeł komando miało stanowić jedną z podgrup grupy mokotowskiej, specjalizującej się w egzekucjach. Dziennikarz Janusz Szostak w książce Komando śmierci stwierdził, członkowie komanda mieli strzelać najpierw w serce, potem w głowę. W tej samej książce Wojciech S. ps. „Wojtas” zaprzeczył, by komando kiedykolwiek istniało. Dodał również, gang obcinaczy palców nigdy nie istniał, a kierowaną przez niego podgrupę stanowili koledzy z podwórka.

## Odniesienia w kulturze
- Film Pitbull. Nowe porządki reż. Patryka Vegi opowiada o działalności grupy mokotowskiej. W filmie szefem grupy jest gangster o pseudonimie „Babcia”, grany przez Bogusława Lindę. Film wzbudził kontrowersje. Gangster Oskar Z. ps. „Oskar” zażądał od Patryka Vegi przeprosin za naruszenie wizerunku grupy przez całkowicie zmyśloną fabułę[2].
- Raper NDZ nagrał kilka utworów poświęconych grupie mokotowskiej[2].